# Fautzen
Fautzen ist ein Ortsteil des oberschwäbischen Marktes Bad Grönenbach.

## Geographie

### Topographie
Die Einöde liegt etwa drei Kilometer westlich von Bad Grönenbach, auf einer Höhe von 682 m ü. NN. Fautzen grenzt im Uhrzeigersinn, im Norden beginnend, an die Weiler Schachen, Hohmanns, Haitzen, Rothmoos und Oberbinnwang, einen Ortsteil der Gemeinde Kronburg.

### Geologie
Fautzen befindet sich am Übergang des Deckenschotters der Mindeleiszeit, bestehend aus Kies, Sand und zum Teil Konglomerat im Untergrund, zur Oberen Süsswassermolasse im östlichen Bereich, sowie im Westen aus dem des Miozäns. Der Untergrund der Oberen Süsswassermolasse besteht aus Ton, Schluff, Mergel und Sand.

## Geschichte
Fautzen gehörte ursprünglich zur Herrschaft Theinselberg. Später kam der Ort zur Gemeinde Zell. Die Rechte des Memminger Bürgers Jäck Behen gingen 1385 an Konrad von Rothenstein. Im Urbar von 1512 ist in Fautzen ein Lehengut aufgeführt.